# Osjory
Osjory (russisch Озёры) ist eine Stadt mit 25.800 Einwohnern (Stand 14. Oktober 2010) in Russland in der südlichen Oblast Moskau. Sie liegt am linken Ufer der Oka, 157 km südöstlich von Moskau und rund 30 km südwestlich der Großstadt Kolomna.

## Geschichte
Osjory ging aus dem Dorf Oserki hervor, dessen Name wörtlich „kleine Seen“ bedeutet und sich in der Tat durch mehrere kleinere Seen in diesem flachen Bereich des linken Oka-Ufers erklären lässt. Erste Erwähnung des Dorfes stammt aus dem Jahr 1578. Seit 1851 ist der Ort unter dem heutigen Namen bekannt und wurde zur gleichen Zeit Standort mehrerer Textilmanufakturen. 1925 erhielt Osjory, inzwischen eine bedeutende Leichtindustriesiedlung, den Stadtstatus.

### Bevölkerungsentwicklung
| Jahr | Einwohner |
| ---- | --------- |
| 1926 | 14.131    |
| 1939 | 22.629    |
| 1959 | 24.786    |
| 1970 | 26.121    |
| 1979 | 26.734    |
| 1989 | 28.215    |
| 2002 | 25.704    |
| 2010 | 25.800    |

Anmerkung: Volkszählungsdaten

## Wirtschaft und Infrastruktur
Bis heute existiert in Osjory eine Textilfabrik, weitere Industriebetriebe produzieren vor allem im Bereich Nahrungsmittel. Auto- und Schienenverkehrsverbindungen bestehen vor allem über Kolomna. Osjory hat eine Endstation an einer Bahn-Stichstrecke, die bei Kolomna von der Linie Moskau–Rjasan–Kasan abzweigt.

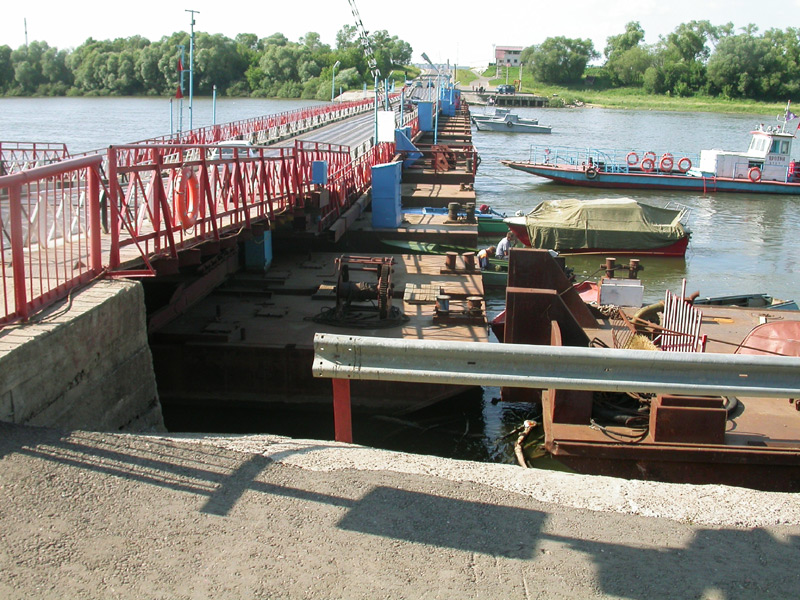
Eine Pontonbrücke über die Oka in Osjory
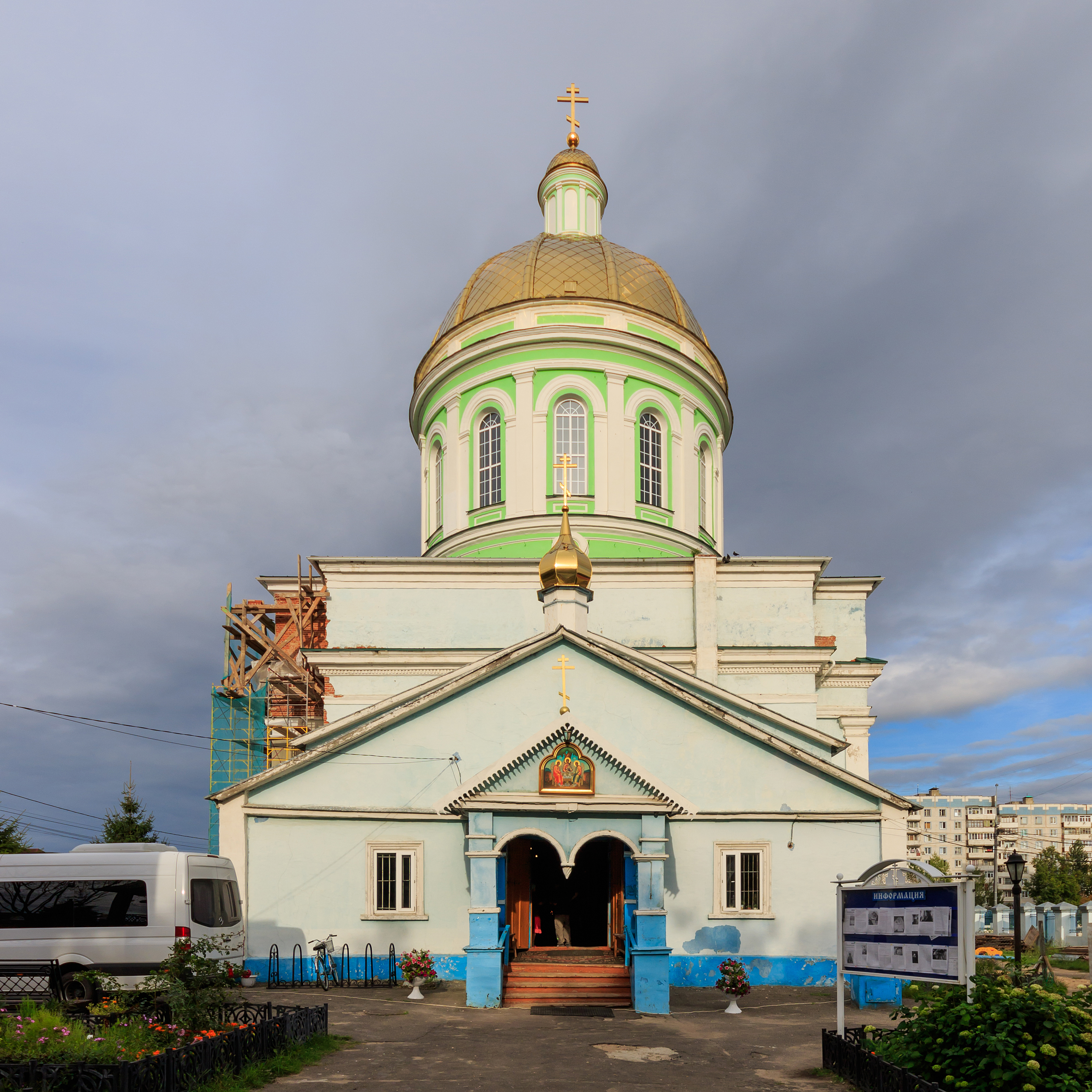
Dreifaltigkeitskirche
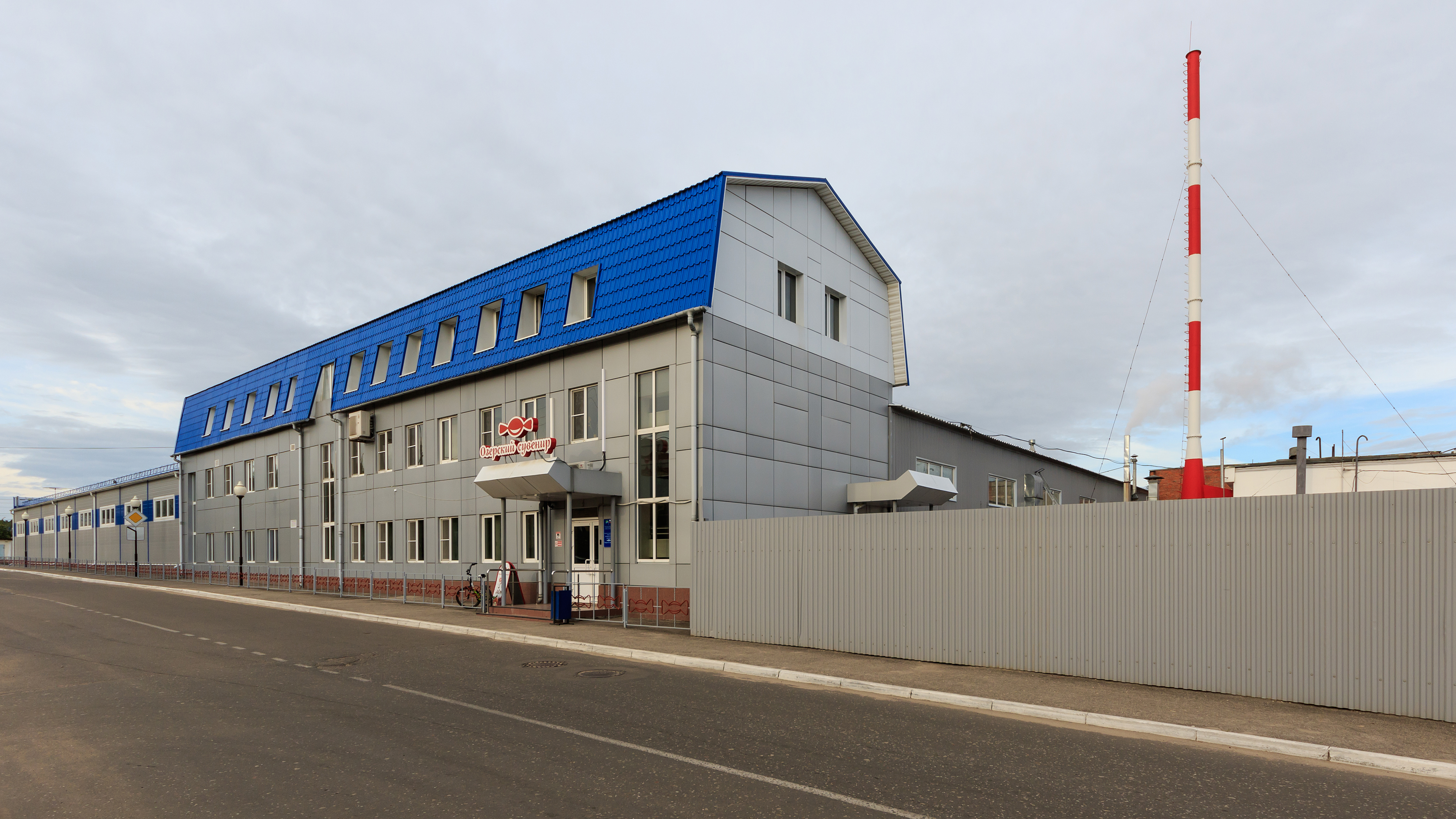
Süßwarenfabrik
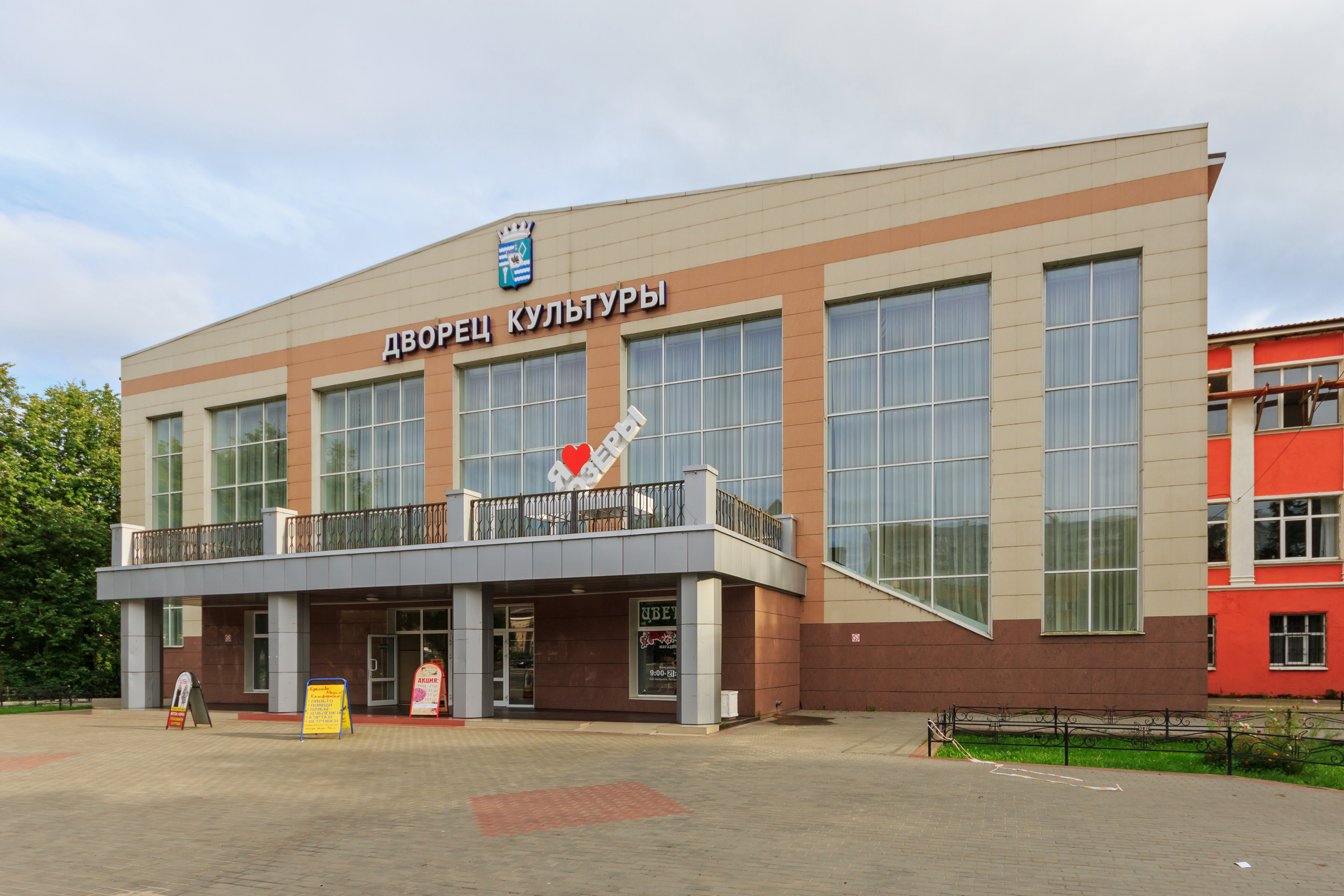
Kulturpalast
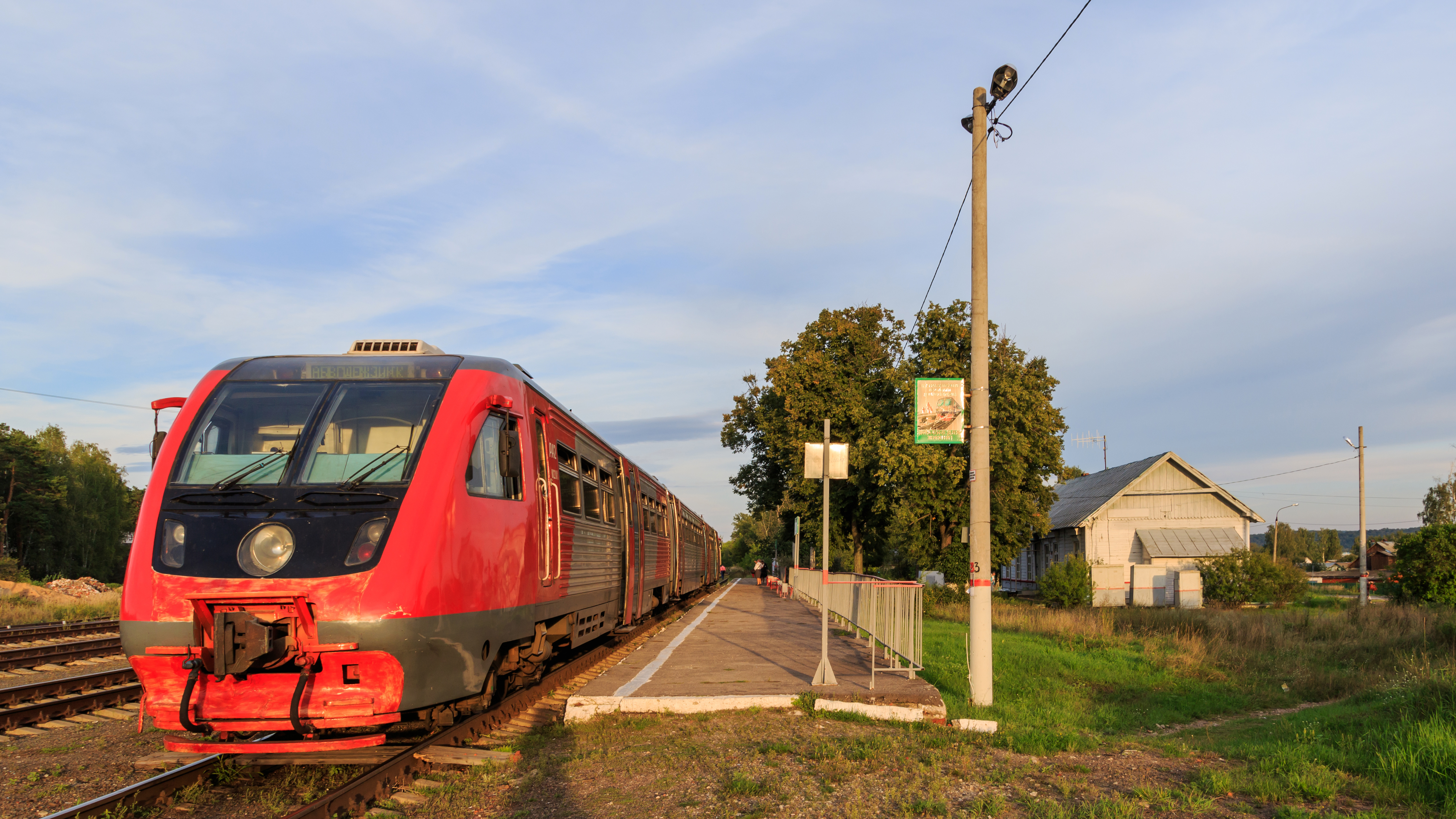
Bahnstation Osjory

## Sehenswürdigkeiten
- Dreifaltigkeitskirche (1851)
- Heimatmuseum
- Ehemaliges Landgut Senniza (16./17. Jahrhundert)

## Söhne und Töchter der Stadt
- Michail Krükow (1884–1944), russischer und sowjetischer Architekt
- Iwan Tugarinow (1905–1966), sowjetischer Diplomat
- Alexei Grinin (1919–1988), Fußballspieler und -trainer
- Wladimir Polikanow (* 1940), Fußballspieler
- Sergei Schirokow (* 1986), Eishockeyspieler
- Maxim Beljajew (* 1991), Fußballspieler